# Mielno (województwo warmińsko-mazurskie)

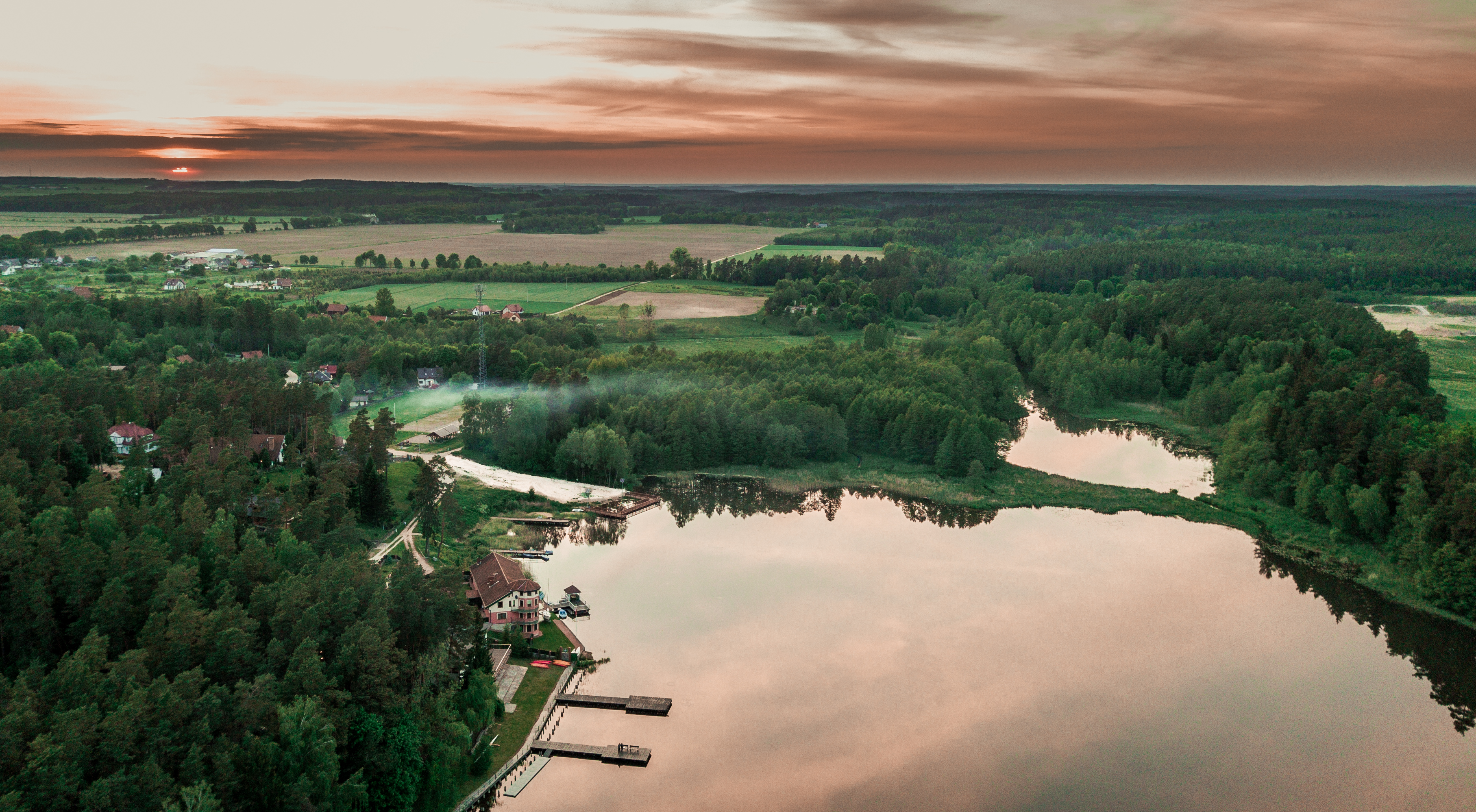
Plaża w miejscowości Mielno

Mielno (dawniej niem. Mühlen) – wieś w Polsce położona w województwie warmińsko-mazurskim, w powiecie ostródzkim, w gminie Grunwald przy drodze wojewódzkiej nr 537. W latach 1975–1998 miejscowość administracyjnie należała do województwa olsztyńskiego.

## Historia
Pierwsze wzmianki o Mielnie pochodzą z 1328 roku (założenie wsi z nadania Mikołajowi z Kowalk na części majątku o powierzchni 200 włók), przywilej ten kilkakrotnie ponawiano. Po rozparcelowaniu wielkiego majątku poza Mielnem powstały wówczas wsie Gąsiorowo, Prusy, Tymowo i Zielonowo. W czasach krzyżackich wieś podlegała pod komturię w Olsztynku, były to dobra rycerskie o powierzchni 70 włók.
Okoliczne ziemie komtur dzierzgoński nadał Mikołajowi pochodzącemu z Kowalk. W roku 1333 komtur dzierzgoński Ginter von Schwarzburg odnowił przywilej lokacyjny dla Mikołaja Gobelau. Wieś otrzymała 40 włók ziemi na prawie chełmińskim. W roku 1399 był tu folwark należący do Barbary von Muhlen.
W 1410 roku Mielno zostało zniszczone przez wojska litewskie i polskie. W roku 1470 właścicielem wsi był Jan Schyra. W 1519 roku na wojnę z Polską stawiło się obowiązkowo 12 chłopów do armii krzyżackiej. W czasie działań krzyżackich wieś została całkowicie spustoszona, w 1520 po wkroczeniu wojsk polskich  cała okoliczna szlachta  opowiedziała się po stronie króla polskiego, jedynym który był przeciwny był niejaki Nęcki. W 1540 roku gospodarowało 33 chłopów, 4 zagrodników, działał młyn zbożowy. Usługi wykonywał szewc i kołodziej. W roku 1579 wieś uprawiała 60 włók ziemi, do folwarku należało tylko 10 włók. Gospodarowało tu 18 chłopów, 7 zagrodników, działała już karczma. W roku 1629 wojska szwedzkie spustoszyły całą wieś. W 1783 roku w Mielnie wybudowano nowy młyn o napędzie wodnym. W 1807 roku wojska francuskie podczas przemarszu spowodowały wielkie zniszczenia. W 1820 roku, we wsi mieszkało 196 osób, a w roku 1939 – 363 osoby.
Na miejscu kościoła średniowiecznego, w 1862 roku wybudowano nowy kościół w stylu neogotyckim z kamienia i cegły. Po roku 1945 kościół w Mielnie przeszedł we władanie katolików polskich i do dziś jest filią parafii w Stębarku
W Mielnie znajduje się zabytkowy park dworski założony i ukształtowany w swojej obecnej formie w II poł. XIX wieku na podstawie projektu wybitnego projektanta ogrodów z Bydgoszczy Johanna Larassa. Park zachowany prawie w całości w swoich historycznych granicach jest jednym z lepiej zachowanych założeń parkowych w województwie warmińsko-mazurskim, z czytelnym historycznym układem przestrzennym z grupami drzew: daglezji i klonów, i licznym wielogatunkowym starodrzewem, na który składają się między innymi: klony, buki, graby, dęby, lipy, świerki, daglezje, sosny wejmutki.
We wsi warto obejrzeć kościół neogotycki z 1862 r. Podczas II wojny światowej na kościół napadli żołnierze niemieccy i zaczęli weń strzelać. Do dziś widoczne są trzy dziury postrzałowe w obrazie ołtarza. W promieniu 3 km od wsi znajdują się źródła Drwęcy, dolina Czarci Jar oraz cmentarz z I wojny światowej w pobliskim Drwęcku.
Mielno jest jedną z piękniejszych wiosek w województwie warmińsko-mazurskim. Znajduje się tu jezioro jezioro Mielno. Jezioro jest uznawane przez turystów jako bardzo czyste. W Mielnie był kiedyś ośrodek wypoczynkowy, lecz dziś już nie prosperuje. Na jego miejscu stoją prywatne domki letniskowe, które w sezonie letnim są wynajmowane turystom. Do Mielna przyjeżdżają zawsze stali goście, amatorzy tej miejscowości.
Przez wieś przepływa rzeka Marózka, która wpada do odległego o 7 km (w kierunku północno-wschodnim) jeziora Maróz.